# Mick Grabham
Mick Grabham (Sunderland, 22 gennaio 1948) è un chitarrista, cantante e compositore britannico, noto soprattutto per essere stato membro del gruppo rock Procol Harum negli anni settanta.

## Biografia
Chitarrista elettrico della  band Procol Harum,  inizia la carriera solista nel 1977, a causa dello scioglimento della band.

## Chitarre
- Gibson Les Paul

## Discografia solista
- Mick the Lad
- On Fire for You Baby